# 중러우구

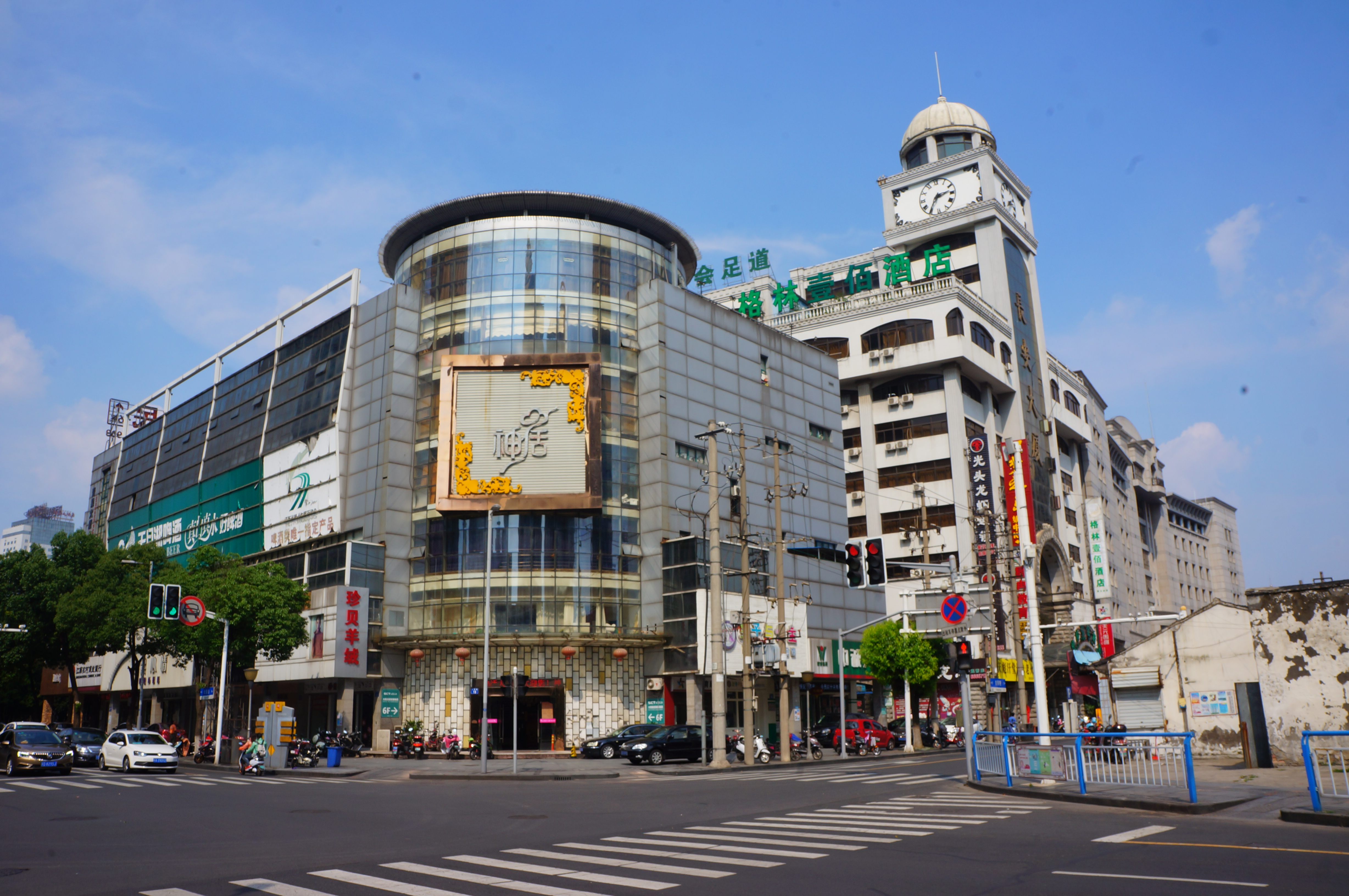

중러우구(한국어: 종루구, 중국어: 钟楼区, 병음: Zhōnglóu Qū)는 중화인민공화국 장쑤성 창저우 시의 행정구역이다. 지역의 언어는 우어의 창저우 방언을 사용한다. 넓이는 2235km2이고, 인구는 2007년 기준으로 250,000명이다.
중러우에는 또한 난다지에(南大街) 쇼핑가가 위치하는데 이곳은 도시의 비공식적인 중심지 중 하나이다. 난다지에에는 수많은 교육 회사와 아파트 단지 뿐만 아니라 많은 식당과 체인점이 위치한다.
구의 이름은 한 때 이곳에 서있던 거대한 종루에서 유래한 것이다.

## 행정 구역
7개 가도를 관할한다.
- 가도: 五星街道, 永紅街道, 北港街道, 西林街道, 荷花池街道, 南大街街道, 新閘街道.